# 伊阿珀托斯冰原島峰
71°36′S 70°15′W / 71.600°S 70.250°W
伊阿珀托斯冰原島峰（英語：Iapetus Nunatak）是南極洲的冰原島峰，位於亞歷山大一世島南部，處於沃爾頓山脈和斯特卡托峰之間，以土衛八命名，現時由南極條約體系管理。